# Viorel Morariu
Pour les articles homonymes, voir Morariu.

a Compétitions nationales et continentales officielles uniquement.

b Matchs officiels uniquement.
 Viorel Morariu, né le 18 octobre 1931 à Cuciulata (Roumanie) et mort le 23 mai 2017 à Bucarest (Roumanie), est un joueur de rugby à XV roumain.
Il a joué avec l'équipe de Roumanie entre 1952 et 1964, évoluant au poste de troisième ligne aile. Il a été six fois champion de Roumanie avec le club de Grivița Roșie (ro) et finaliste de la Coupe d'Europe des clubs champions FIRA en 1962 contre l'AS Béziers.

## Biographie
Viorel Morariu joue en club avec le Grivița Roșie (ro). Il obtient sa première cape internationale en 1952 à l’occasion d’un match contre l'équipe d'Allemagne pour une victoire 46-12 à Bucarest. De 1960 à 1963, il est invaincu face à l'équipe de France, lors de la traditionnelle confrontation de fin d'année (deux victoires et deux nuls), en étant capitaine de sa sélection nationale.
Il est le père d'Octavian Morariu.

## Statistiques en équipe nationale
- 22 sélections avec la Roumanie et 5 fois capitaine
- 3 points (1 essai)
- Sélections par année : 2 en 1952, 1 en 1953, 1 en 1955, 4 en 1957, 1 en 1959, 1 en 1960, 4 en 1961, 5 en 1962, 1 en 1963, 2 en 1964

## Palmarès
- Vainqueur du championnat de Roumanie en 1955, 1957, 1958, 1959, 1960 et 1962
- Finaliste de la Coupe d'Europe des clubs champions FIRA en 1962